# Église Saint-Blaise de Chasseradès
L'église Saint-Blaise de Chasseradès est une église catholique romaine située à Chasseradès, en France.

## Localisation
L'église est située sur la commune de Chasseradès, dans le département français de la Lozère.

## Historique
L'édifice est classé au titre des monuments historiques en 1943.